# Rakovica
Rakovica es un municipio de Croacia en el condado de Karlovac.

## Geografía
Se encuentra a una altitud de 350 m s. n. m. a  km de la capital nacional, Zagreb.

## Demografía
En el censo 2011, el total de población del municipio fue de 2387 habitantes, distribuidos en las siguientes localidades:
- Basara - 3
- Brajdić Selo - 82
- Brezovac - 6
- Broćanac - 27
- Čatrnja - 209
- Ćuić Brdo - 8
- Drage - 26
- Drežnik Grad - 354
- Gornja Močila - 4
- Grabovac - 267
- Irinovac - 130
- Jamarje - 0
- Jelov Klanac - 85
- Korana - 18
- Koranski Lug - 0
- Kordunski Ljeskovac - 18
- Korita - 51
- Lipovac - 27
- Lipovača - 157
- Mašvina - 4
- Nova Kršlja - 66
- Oštarski Stanovi - 149
- Rakovica - 310
- Rakovičko Selište - 99
- Sadilovac - 0
- Selište Drežničko - 280
- Stara Kršlja| - 7

| Gráfica de población de Rakovica 1857-2011                          |
|                                                                     |
| Según los censos de población de la oficina estadística de Croacia. |